# Гельдрунген
Гельдрунген (нім. Heldrungen) — місто в Німеччині, розташоване в землі Тюрингія. Входить до складу району Киффгойзер. Складова частина об'єднання громад Ан-дер-Шмюкке.
Площа — 23,29 км2. Населення становить Невірний параметр metadata 16 065 033 ос. (станом на 31 грудня 2021).

## Галерея

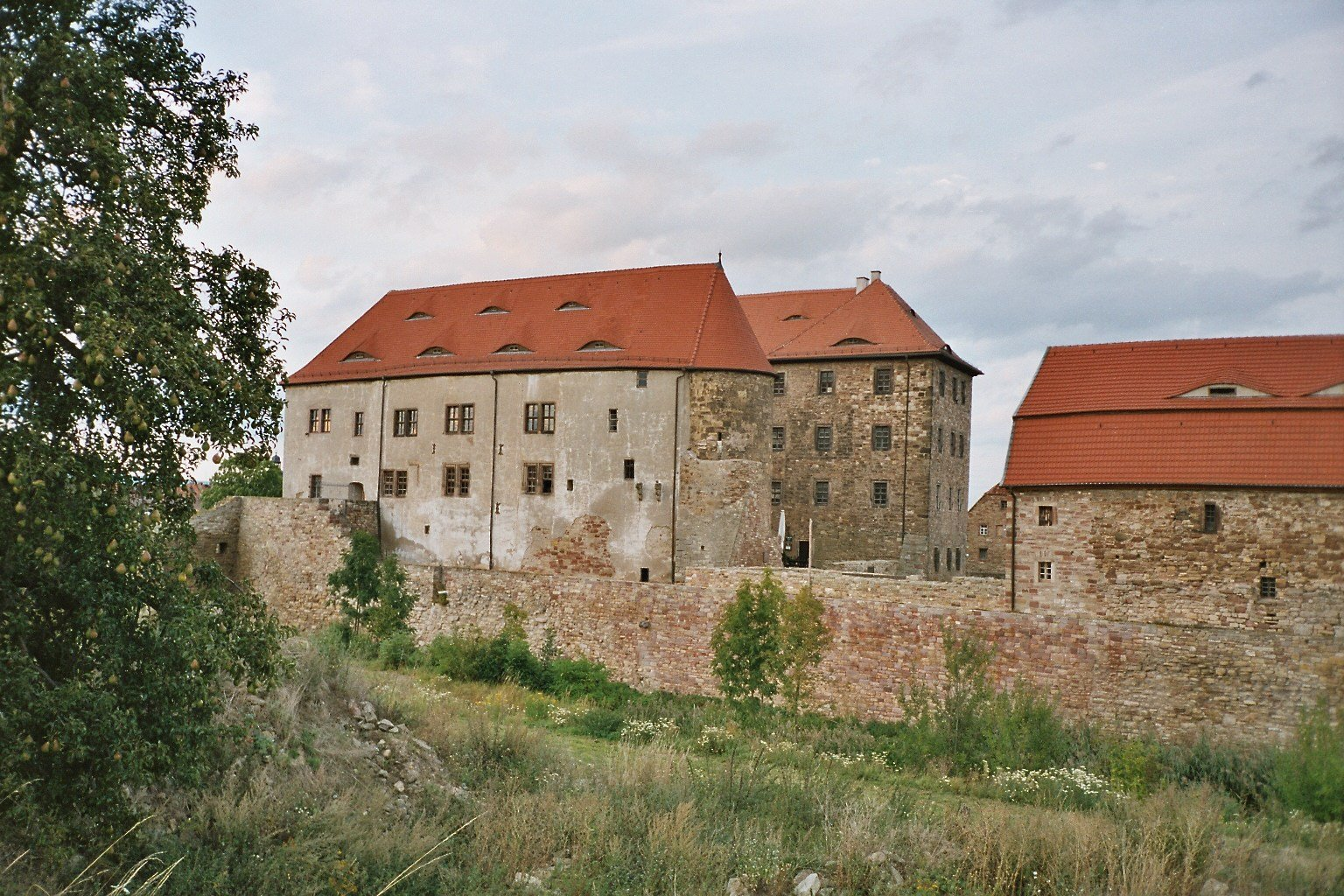
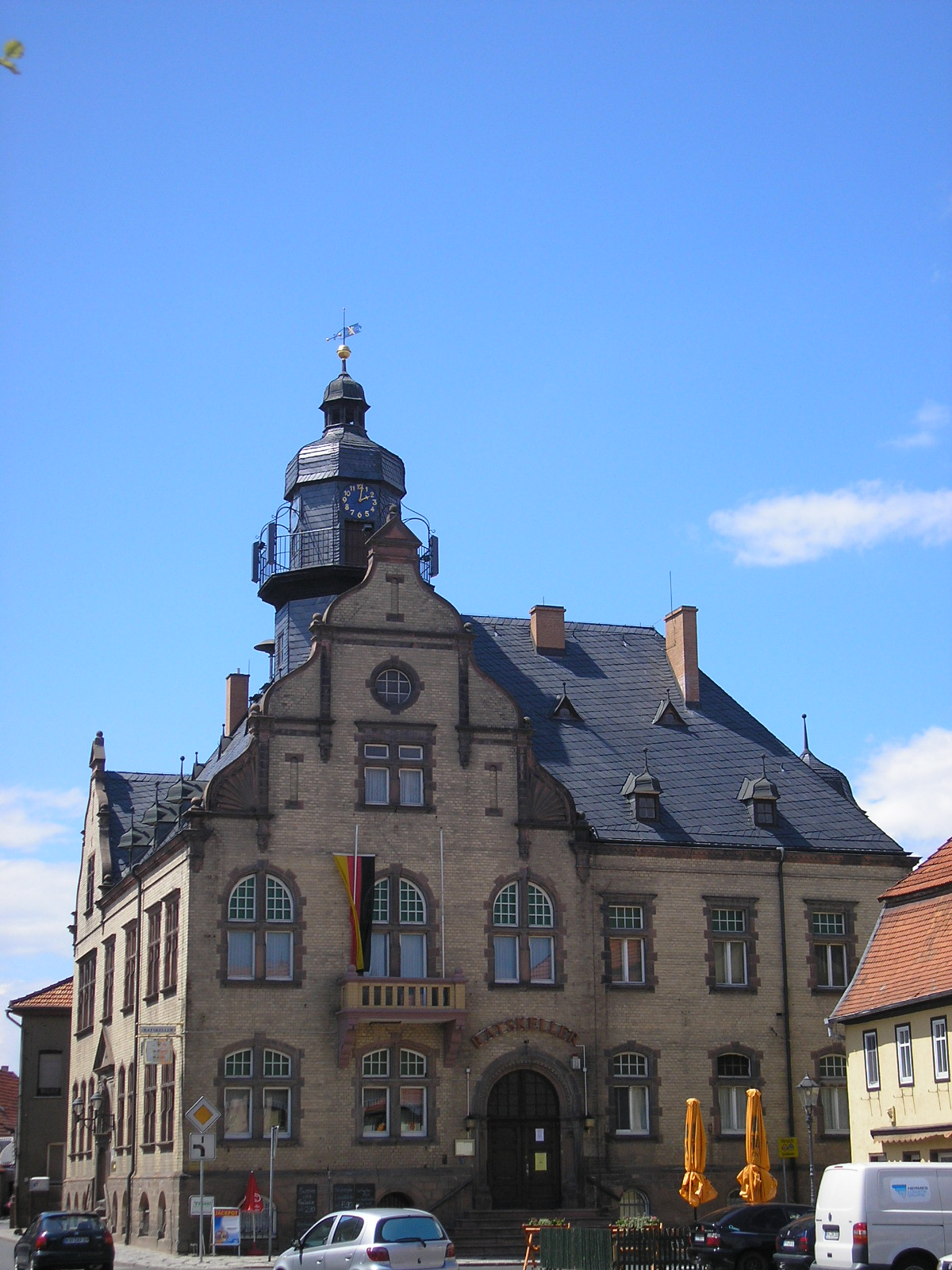
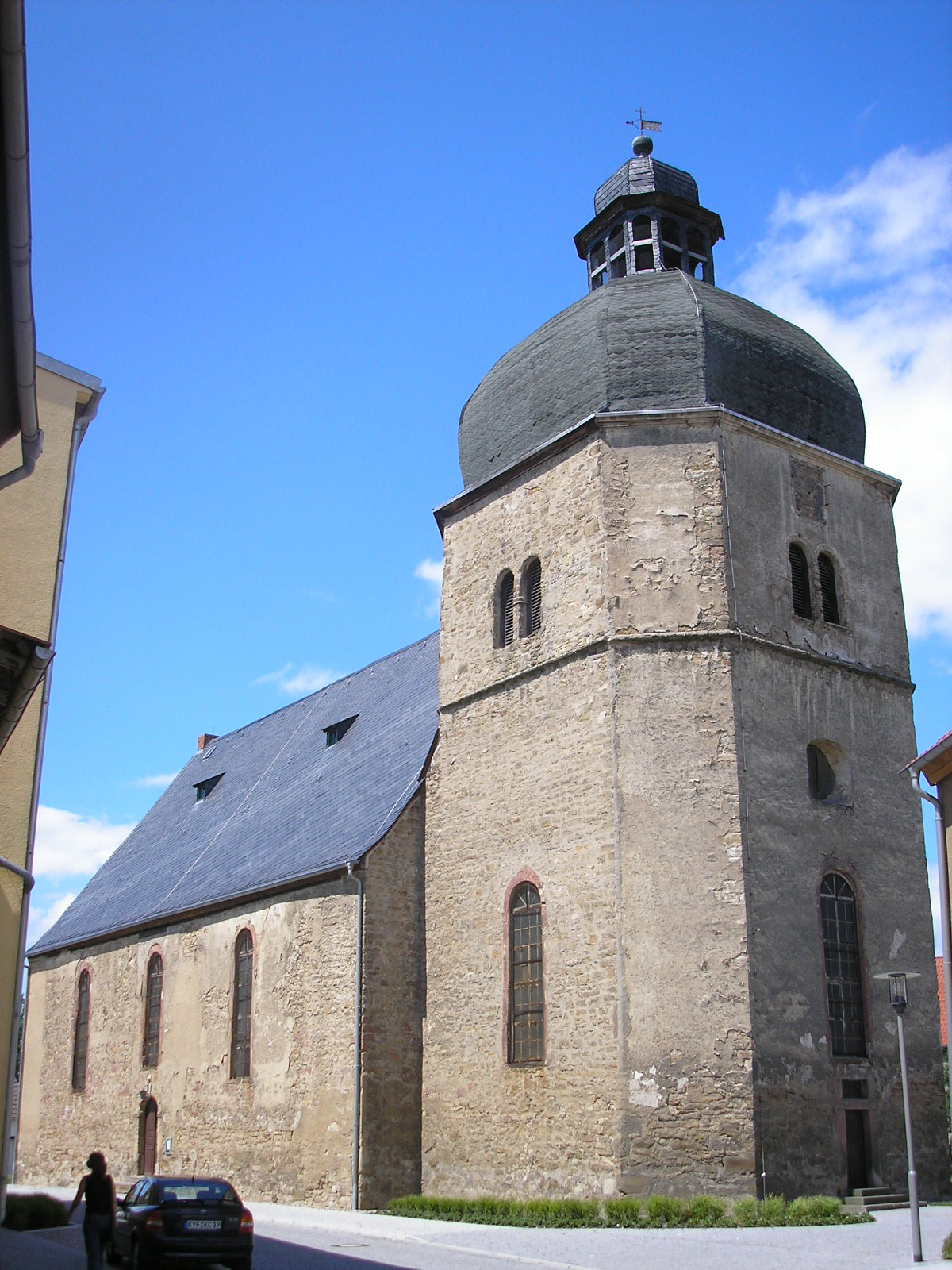